# Svend Erik Hovmand

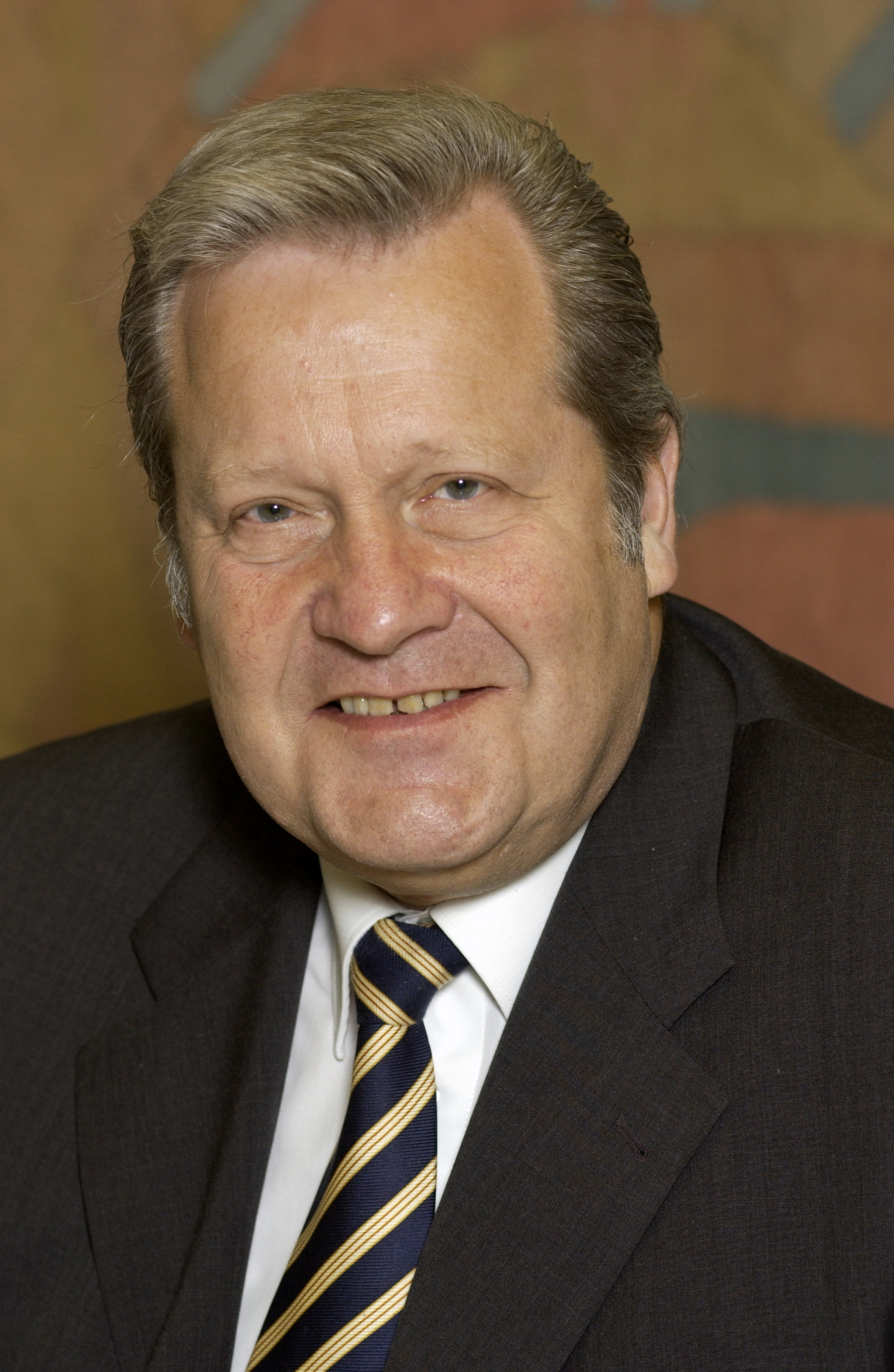
Svend Erik Hovmand 2003 in Oslo

Svend Erik Hovmand (* 8. Dezember 1945 in Slemminge) ist ein dänischer Politiker.

## Leben
Hovmand ist der Sohn des Gutsbesitzers Johannes Hovmand und dessen Gattin Gunnild. Er ist studierter Ingenieur und ausgebildeter Zimmermann. In den 1960er und 1970er Jahren arbeitete er als Journalist.
Von 1974 bis 2007 war Hovmand Venstre-Kandidat für das Folketing in Nykøbing Falster, ab 1975 auch Abgeordneter. Am 12. März 1986 löste er Knud Enggaard im Kabinett Schlüter I als Energieminister ab und blieb dies auch im Kabinett Schlüter II, das am 3. Juni 1988 sein Ende fand.
Vom 18. Dezember 1990 bis zum 25. Januar 1993 war er Wohnungsminister und vom 27. November 2001 bis zum 2. August 2004 Steuerminister im Kabinett Fogh Rasmussen I.

## Schriften
- Det nære samfund (1973)
- Virksomheden ogtrafikministeriet (1978)